# Iàkov Medvédev
Iàkov Serguéievitx Medvédev (en rus: Я́ков Серге́евич Медве́дев; 1847 o 1848 – 1923) va ser un botànic rus.
Va treballar extensament en la flora del centre i sud-oest d'Àsia, publicant Derévia i kustàrniki Kavkaza (Els arbres i arbusts del Caucas) el 1883. Es va especialitzar en la família de les Pinàcies.

## Algunes obres científiques
- Об областях растительности на Кавказе, "Вестник Тифлисского ботанического сада", 1907, вып. 8.
- Растительность Кавказа: опыт ботанической географии Кавказского перешейка. — Тифлис, 1915—18. — Т. 1, вып. 1—2.